# Championnats d'Europe de VTT 2019
Navigation
2018 2020
Les championnats d'Europe de VTT 2019 ont lieu entre le 4 mai et le 15 décembre 2019, dans différents lieux en Europe. Ils sont organisés par l'Union européenne de cyclisme (UEC).

## Lieux des championnats
Les championnats ont lieu dans les villes suivantes :
- Pampilhosa da Serra : 4-5 mai (descente)
- Vielha : 29 juin (cross-country ultra marathon)
- Kvam : 6 juillet (cross-country marathon)
- Brno : 25-28 juillet (cross-country, cross-country eliminator, relais par équipes mixte)
- Lucques : 4-6 octobre (trial)
- Dunkerque : 15 décembre (beachrace)

## Résultats

### Cross-country
| Épreuves               | Or                                                                        | Argent                                                                        | Bronze                                                                                       |
| ---------------------- | ------------------------------------------------------------------------- | ----------------------------------------------------------------------------- | -------------------------------------------------------------------------------------------- |
| Hommes                 | Mathieu van der Poel                                                      | Florian Vogel                                                                 | Milan Vader                                                                                  |
| Hommes moins de 23 ans | Vlad Dascalu                                                              | Filippo Colombo                                                               | Maximilian Brandl                                                                            |
| Hommes juniors         | Lukas Malezsewski                                                         | Janis Baumann                                                                 | Harry Birchill                                                                               |
| Femmes                 | Jolanda Neff                                                              | Yana Belomoyna                                                                | Elisabeth Brandau                                                                            |
| Femmes moins de 23 ans | Sina Frei                                                                 | Laura Stigger                                                                 | Loana Lecomte                                                                                |
| Femmes juniors         | Jacqueline Schneebeli                                                     | Mona Mitterwallner                                                            | Harriet Harnden                                                                              |
| Relais mixte           | Suisse Joel Roth Dario Lillo Ramona Forchini Sina Frei Andri Frischknecht | Italie Simone Avondetto Andrea Colombo Eva Lechner Martina Berta Luca Braidot | Danemark Sebastian Fini Markus Kaad Heuer Sofie Heby Pedersen Caroline Bohé Simon Andreassen |

### Cross-country eliminator
| Épreuves | Or           | Argent                | Bronze                 |
| -------- | ------------ | --------------------- | ---------------------- |
| Hommes   | Hugo Briatta | Titouan Perrin-Ganier | Lorenzo Serres         |
| Femmes   | Gaia Tormena | Coline Clauzure       | Magdalena Duran Garcia |

### Cross-country marathon
| Épreuves | Or             | Argent         | Bronze           |
| -------- | -------------- | -------------- | ---------------- |
| Hommes   | Tiago Ferreira | Samuele Porro  | Peeter Pruus     |
| Femmes   | Mara Fumagalli | Blaža Pintarič | Jennie Stenerhag |

### Cross-country ultra marathon
| Épreuves | Or                     | Argent             | Bronze                        |
| -------- | ---------------------- | ------------------ | ----------------------------- |
| Hommes   | Llibert Mill Garcia    | Joseba Albizu      | Daniel Carreño Nin De Cardona |
| Femmes   | Ramona Gabriel Batalla | Silvia Roura Pérez | Gisela Biguet Espuña          |

### Descente
| Épreuves | Or               | Argent           | Bronze           |
| -------- | ---------------- | ---------------- | ---------------- |
| Hommes   | Baptiste Pierron | Benoît Coulanges | David Trummer    |
| Femmes   | Camille Balanche | Monika Hrastnik  | Veronika Widmann |

### Trial
| Épreuves                  | Or               | Argent             | Bronze            |
| ------------------------- | ---------------- | ------------------ | ----------------- |
| Hommes 20 pouces          | Dominik Oswald   | Alejandro Montalvo | Thomas Pechhacker |
| Hommes 26 pouces          | Jack Carthy      | Nicolas Vallée     | Sergi Llongueras  |
| Femmes                    | Nina Reichenbach | Manon Basseville   | Vera Baron        |
| Hommes, juniors 20 pouces | Charlie Rolls    | Toni Guillen       | Antonio Fraile    |
| Hommes, juniors 26 pouces | Oliver Widmann   | Vito Gonzalez      | Daniel Baron      |

### Beachrace
| Épreuves | Or           | Argent          | Bronze         |
| -------- | ------------ | --------------- | -------------- |
| Hommes   | Ivar Slik    | Timothy Dupont  | Rick van Breda |
| Femmes   | Nina Kessler | Riejanne Markus | Tessa Neefjes  |